# 原錦吾
原 錦吾（はら きんご、1867年4月30日（慶応3年3月26日）- 1936年（昭和11年）4月13日）は、日本の実業家である。

## 経歴・人物
江戸の生まれ。高等商業学校（現在の一橋大学）卒業後、同学校の教授となり教鞭を執る。1892年（明治25年）に明治火災保険（現在の東京海上日動火災保険）に入社し、副支配人や代表取締役を歴任した。
1914年（大正3年）には同社の常務に就任するが翌1915年（大正4年）に自身の独立によって辞任し、三井物産の小田柿捨次郎常務取締役から損害保険会社設立のための調査研究の委嘱を受け、大正海上火災保険の設立計画書の立案を行った。
しかし、1917年（大正6年）には平生釟三郎東京海上火災保険専務取締役の反対で、大正海上火災保険での経営への参画を辞退させられ、その後は日本初の火災保険協会であった日本共立火災保険の設立に携わる。後に同会の会長にも就任した。